# Montpellier Hérault Sport Club 2024-2025
Questa voce raccoglie le informazioni riguardanti il Montpellier Hérault Sport Club nelle competizioni ufficiali della stagione 2024-2025.

## Stagione
La stagione 2024-2025 del Montpellier è la 43ª stagione del club in Ligue 1. 

## Divise e sponsor
Lo sponsor tecnico per la stagione 2024-2025 è Nike, mentre lo sponsor ufficiale è Partouche. 
| Casa |

## Rosa
Aggiornata al 15 marzo 2024
| N. |                                 | Ruolo | Calciatore          |
| -- | ------------------------------- | ----- | ------------------- |
| 1  | Bosnia ed Erzegovina (bandiera) | P     | Belmin Dizdarević   |
| 2  | Costa d'Avorio (bandiera)       | D     | Bamo Meïté          |
| 3  | Guinea (bandiera)               | D     | Issiaga Sylla       |
| 4  | Mali (bandiera)                 | D     | Boubakar Kouyaté    |
| 5  | Francia (bandiera)              | D     | Modibo Sagnan       |
| 6  | Francia (bandiera)              | D     | Christopher Jullien |
| 7  | Francia (bandiera)              | C     | Arnaud Nordin       |
| 8  | Nigeria (bandiera)              | A     | Akor Adams          |
| 9  | Giordania (bandiera)            | C     | Musa Al-Taamari     |
| 9  | Tunisia (bandiera)              | A     | Andy Delort         |
| 10 | Tunisia (bandiera)              | A     | Wahbi Khazri        |
| 11 | Francia (bandiera)              | C     | Téji Savanier       |
| 12 | Francia (bandiera)              | C     | Jordan Ferri        |
| 13 | Francia (bandiera)              | C     | Joris Chotard       |
| 14 | Marocco (bandiera)              | D     | Othmane Maamma      |
| 15 | Svizzera (bandiera)             | C     | Gabriel Barès       |
| 16 | RD del Congo (bandiera)         | P     | Dimitry Bertaud     |
| 17 | Francia (bandiera)              | D     | Théo Sainte-Luce    |

| N. |                                | Ruolo | Calciatore                  |
| -- | ------------------------------ | ----- | --------------------------- |
| 18 | Francia (bandiera)             | A     | Nicolas Pays                |
| 19 | Francia (bandiera)             | C     | Rabby Nzingoula             |
| 20 | Mali (bandiera)                | C     | Birama Touré                |
| 21 | Francia (bandiera)             | D     | Lucas Mincarelli            |
| 22 | Francia (bandiera)             | C     | Khalil Fayad                |
| 27 | Svizzera (bandiera)            | D     | Bećir Omeragić              |
| 28 | Camerun (bandiera)             | A     | Glenn Ngosso                |
| 29 | Francia (bandiera)             | D     | Enzo Tchato                 |
| 39 | Francia (bandiera)             | A     | Yanis Issoufou              |
| 40 | Francia (bandiera)             | P     | Benjamin Lecomte (capitano) |
| 41 | Emirati Arabi Uniti (bandiera) | A     | Junior Ndiaye               |
| 45 | Serbia (bandiera)              | C     | Stefan Džodić               |
| 47 | Francia (bandiera)             | D     | Yaël Mouanga                |
| 49 | Camerun (bandiera)             | D     | Wilfried Ndollo Bille       |
| 52 | Serbia (bandiera)              | D     | Nikola Maksimović           |
| 70 | Francia (bandiera)             | C     | Tanguy Coulibaly            |
| 77 | Mali (bandiera)                | D     | Falaye Sacko                |

## Calciomercato

### Sessione estiva
| Acquisti         | Acquisti         | Acquisti         | Acquisti         |
| R.               | Nome             | da               | Modalità         |
| Altre operazioni | Altre operazioni | Altre operazioni | Altre operazioni |
| R.               | Nome             | da               | Modalità         |
| ---------------- | ---------------- | ---------------- | ---------------- |

| Cessioni         | Cessioni         | Cessioni         | Cessioni         |
| R.               | Nome             | a                | Modalità         |
| Altre operazioni | Altre operazioni | Altre operazioni | Altre operazioni |
| R.               | Nome             | da               | Modalità         |
| ---------------- | ---------------- | ---------------- | ---------------- |

### Sessione invernale
| Acquisti         | Acquisti         | Acquisti         | Acquisti         |
| R.               | Nome             | da               | Modalità         |
| Altre operazioni | Altre operazioni | Altre operazioni | Altre operazioni |
| R.               | Nome             | da               | Modalità         |
| ---------------- | ---------------- | ---------------- | ---------------- |

| Cessioni         | Cessioni         | Cessioni         | Cessioni         |
| R.               | Nome             | a                | Modalità         |
| Altre operazioni | Altre operazioni | Altre operazioni | Altre operazioni |
| R.               | Nome             | da               | Modalità         |
| ---------------- | ---------------- | ---------------- | ---------------- |

## Risultati

### Ligue 1

#### Girone di andata
| Arbitro: | Vernice |

|                     |           |               |
| Savanier 67’ (rig.) | Marcatori | 58’ H. Diarra |

| Arbitro: | Bollengier |

|                                                                |           |  |
| Barcola 4’, 53’ Asensio 24’ Hakimi 58’ Zaïre-Emery 60’ Lee 82’ | Marcatori |  |

| Arbitro: | Millot |

|           |           |                                    |
| Adams 30’ | Marcatori | 24’ Abline 45+7’ Simon 85’ Mohamed |

| Arbitro: | Pignard |

|                                     |           |  |
| Blas 24’ Kalimuendo 35’ Grønbæk 60’ | Marcatori |  |

| Arbitro: | El Hadj |

|                           |           |                          |
| Adams 65’, 75’ Sagnan 71’ | Marcatori | 18’ H. Traorè 72’ Onaiwu |

| Arbitro: | Bollengier |

|                             |           |               |
| Balogun 32’ L. Camara 90+8’ | Marcatori | 16’ Nzingoula |

| Arbitro: | Bastien |

|                                                           |           |                   |
| Munetsi 6’ Nakamura 25’ O. Diakité 57’ Teuma 90+3’ (rig.) | Marcatori | 37’, 90+1’ Nordin |

| Arbitro: | Turpin |

|  |           |                                                                |
|  | Marcatori | 1’ Wahi 36’ Harit 40’ Højbjerg 58’ Greenwood 73’ Luis Henrique |

| Arbitro: | Léonard |

|  |           |                           |
|  | Marcatori | 5’, 8’ Aboukhlal 27’ KIng |

| Arbitro: | Frappart |

|           |           |  |
| Touré 73’ | Marcatori |  |

| Arbitro: | Pignard |

|                                           |           |            |
| Nordin 6’ (rig.) Khazri 12’ Coulibaly 84’ | Marcatori | 50’ Martin |

| Arbitro: | Batta |

|            |           |  |
| Bouchouari | Marcatori |  |

| Arbitro: | Millot |

|                          |           |                              |
| Sylla 45+2’ Nordin 90+3’ | Marcatori | 44’ (rig.), 54’ (rig.) David |

| Arbitro: | Vernice |

|                                         |           |  |
| Labeau Lascary 39’ Lecomte 90+1’ (aut.) | Marcatori |  |

| Arbitro: | Turpin |

|                             |           |                          |
| Chotard 22’ Sainte-Luce 80’ | Marcatori | 17’ Laborde 28’ Bouanani |

| Arbitro: | Stinat |

|                    |           |  |
| Fayad 90+1’ (aut.) | Marcatori |  |

| Arbitro: | Lissorgue |

|              |           |                              |
| Savanier 61’ | Marcatori | 30’, 69’ Lepaul 90+9’ Ferhat |

#### Girone di ritorno
| Arbitro: | Brisard |

|                     |           |            |
| Al-Taamari 55’, 82’ | Marcatori | 32’ Kehrer |

| Arbitro: | Turpin |

|                  |           |                       |
| Cásseres Jr. 59’ | Marcatori | 62’ Sagnan 83’ Maamma |

| Arbitro: | Dechepy |

|  |           |                       |
|  | Marcatori | 1’ Nzola 61’ Agbonifo |

| Arbitro: | Stinat |

|                         |           |  |
| Emegha 45+2’ Nanasi 69’ | Marcatori |  |

| Arbitro: | Bollengier |

|                  |           |                                                    |
| T. Coulibaly 38’ | Marcatori | 3’ Mikautadze 50’ Nuamah 53’ Tolisso 73’ Lacazette |

| Arbitro: | Delajod |

|                         |           |  |
| Clauss 30’ Boudaoui 65’ | Marcatori |  |

| Arbitro: | Batta |

|  |           |                                                     |
|  | Marcatori | 28’ S. Fofana 56’ Cissé 69’ Assignon 87’ Kalimuendo |

| Arbitro: | Pignard |

|           |           |  |
| David 50’ | Marcatori |  |

| Arbitro: | Letexier |

|  |           |                  |
|  | Marcatori | 11’, 53’ Stassin |

| Auxerre 30 marzo 2025, ore 17:15 CEST 27ª giornata | Auxerre   | 1 – 0 referto | Montpellier | Stadio Abbé-Deschamps |
| \| \| \| \| \| Ayé 82’ \| Marcatori \| \|          |           |               |             |                       |
|                                                    |           |               |             |                       |
| Ayé 82’                                            | Marcatori |               |             |                       |

| Arbitro: | Bastien |

|  |           |                     |
|  | Marcatori | 3’ Kechta 33’ Touré |

| Arbitro: | Millot |

|                |           |  |
| Lepaul 2’, 43’ | Marcatori |  |

| Arbitro: | Brisard |

|                                                                      |           |                |
| Greenwood 8’ (rig.), 67’ Ndollo Bille 60’ (aut.) Rowe 74’ Rabiot 90’ | Marcatori | 83’ Mincarelli |

| Montpellier 27 aprile 2025, ore 17:15 CEST 31ª giornata | Montpellier | 0 – 0 referto | Stade Reims | Stadio della Mosson (10 806 spett.)\| Arbitro: \| Pignard \| |
| Arbitro:                                                | Pignard     |               |             |                                                              |

| Arbitro: | Lissorgue |

|                  |           |  |
| Del Castillo 15’ | Marcatori |  |

| Arbitro: | Vernice |

|               |           |                                          |
| Coulibaly 64’ | Marcatori | 44’ Mayulu 49’, 59’ (rig.), 65’ G. Ramos |

| Arbitro: | Turpin |

|                                          |           |  |
| Simon 18’ (rig.) Coquelin 31’ Abline 79’ | Marcatori |  |

### Coppa di Francia
| Arbitro: | Pignard |

|                                           |           |  |
| Zogba 43’ Pays 75’ Diebold 78’ Mayela 90’ | Marcatori |  |

## Statistiche finali

### Statistiche di squadra
| Competizione     | Punti | In casa | In casa | In casa | In casa | In casa | In casa | In trasferta | In trasferta | In trasferta | In trasferta | In trasferta | In trasferta | Totale | Totale | Totale | Totale | Totale | Totale | DR  |
| Competizione     | Punti | G       | V       | N       | P       | Gf      | Gs      | G            | V            | N            | P            | Gf           | Gs           | G      | V      | N      | P      | Gf     | Gs     | DR  |
| ---------------- | ----- | ------- | ------- | ------- | ------- | ------- | ------- | ------------ | ------------ | ------------ | ------------ | ------------ | ------------ | ------ | ------ | ------ | ------ | ------ | ------ | --- |
| Ligue 1          | 16    | 17      | 3       | 4       | 10      | 17      | 41      | 17           | 1            | 0            | 16           | 6            | 38           | 34     | 4      | 4      | 26     | 23     | 79     | -56 |
| Coppa di Francia | -     | -       | -       | -       | -       | -       | -       | 1            | 0            | 0            | 1            | 0            | 4            | 1      | 0      | 0      | 1      | 0      | 4      | -4  |
| Totale           | -     | 17      | 3       | 4       | 10      | 17      | 41      | 18           | 1            | 0            | 17           | 6            | 42           | 35     | 4      | 4      | 27     | 23     | 83     | -60 |

### Andamento in campionato
| Giornata  | 1 | 2  | 3  | 4  | 5  | 6  | 7  | 8  | 9  | 10 | 11 | 12 | 13 | 14 | 15 | 16 | 17 | 18 | 19 | 20 | 21 | 22 | 23 | 24 | 25 | 26 | 27 | 28 | 29 | 30 | 31 | 32 | 33 | 34 |
| --------- | - | -- | -- | -- | -- | -- | -- | -- | -- | -- | -- | -- | -- | -- | -- | -- | -- | -- | -- | -- | -- | -- | -- | -- | -- | -- | -- | -- | -- | -- | -- | -- | -- | -- |
| Luogo     | C | T  | C  | T  | C  | T  | T  | C  | C  | T  | C  | T  | C  | T  | C  | T  | C  | C  | T  | C  | T  | C  | T  | C  | T  | C  | T  | C  | T  | T  | C  | T  | C  | T  |
| Risultato | N | P  | P  | P  | V  | P  | P  | P  | P  | P  | V  | P  | N  | P  | N  | P  | P  | V  | V  | P  | P  | P  | P  | P  | P  | P  | P  | P  | P  | P  | N  | P  | P  | P  |
| Posizione | 8 | 14 | 16 | 15 | 16 | 17 | 18 | 18 | 18 | 18 | 18 | 18 | 18 | 18 | 18 | 18 | 18 | 18 | 17 | 17 | 18 | 18 | 18 | 18 | 18 | 18 | 18 | 18 | 18 | 18 | 18 | 18 | 18 | 18 |

Legenda:

Luogo: C = Casa; T = Trasferta. Risultato: V = Vittoria; N = Pareggio; P = Sconfitta.